# Marta Tagliaferro
Marta Tagliaferro (Noventa Vicentina, província de Vicenza, 4 de novembre de 1989) és una ciclista italiana, que combina tant la carretera com el ciclisme en pista. Actualment milita a l'equip Cylance.

## Palmarès en pista
- 2009
  -  Campiona d'Europa sub-23 en Puntuació
- 2013
  -  Campiona d'Itàlia en Òmnium
  -  Campiona d'Itàlia en Persecució per equips
- 2014
  -  Campiona d'Itàlia en Persecució per equips

## Palmarès en ruta
- 2016
  - Vencedora d'una etapa al Tour de San Luis
  - Vencedora d'una etapa a la Gracia Orlová